# 삼척블루파워
삼척블루파워(Samcheok Blue Power Co.,Ltd.)는 삼척 지역의 토지를 활용하여 석탄화력발전소를 건립하고, 발전사업을 위해 설립된 회사이다.

## 사업개요
- 사 업 명: 포스파워 삼척 화력발전소 건설 및 운영 사업
- 사 업 기 간: 1단계 사업 2013.10 ~ 2020.06, 2단계 사업 2016.09 ~ 2022.06
- 사업시행사: 포스파워㈜